# Weird Science
Weird Science (Brasil: Mulher Nota 1000 / Portugal: Que Loucura de Mulher) é um filme norte-americano de 1985, dos gêneros comédia romântica, fantasia e ficção científica, escrito e dirigido por John Hughes e estrelado por Anthony Michael Hall, Ilan Mitchell-Smith e Kelly LeBrock.
O título é inspirado na revista Weird Science, publicada pela editora EC Comics nos anos 50 (anterior ao Comics Code Authority) a partir da qual o enredo é desenvolvido e expandido baseado na história de Al Feldstein "Made of the Future", publicada na quinta edição da revista em 1951. Os direitos foram adquiridos pelo produtor do filme, Joel Silver. A música-tema "Weird Science" foi escrita e tocada pela banda de new wave Oingo Boingo, enquanto os trabalhos de trilha sonora foram conduzidos por Ira Newborn. O filme foi realizado pela Hughes Entertainment em conjunto com a Silver Pictures (empresas pertencentes a John Hughes e Joel Silver, respectivamente) e foi distribuído pela Universal Pictures, sendo produzido por Silver.
Foi bem sucedido nas bilheterias, acumulando só em seu país de origem US$ 23,834,048, contra seu orçamento de cerca de US$ 7,5 milhões, tornando-se, posteriormente, um filme cult.

## Enredo
Gary Wallace e Wyatt Donnelly são dois adolescentes nerds que são frequentemente humilhados pelos atletas mais velhos da escola Ian e Max, causando vergonha e constrangimento aos dois. Após passarem vergonha depois de terem seus calções abaixados pelos valentões na frente de Deb e Hilly, as líderes de torcida do colégio, Gary convence o tenso Wyatt de que eles precisam de um impulso de popularidade para tentar atrair as duas garotas, que são seus respectivos interesses amorosos. Sozinho no fim de semana sem os pais de Wyatt, Gary é inspirado pelo clássico filme Frankenstein de 1931 para criar uma mulher virtual usando o computador de Wyatt, infundindo-a com tudo que eles podem conceber para fazer a mulher dos sonhos perfeita. Depois de conectar eletrodos a uma boneca e invadir um sistema de computador do governo para obter mais energia, uma onda de energia cria uma mulher virtual em carne e osso e inteligente com poderes mágicos ilimitados, a qual eles batizam de Lisa. Prontamente, ela faz aparecer um Cadillac para levar os meninos a um bar em Chicago, usando seus poderes para manipular as pessoas para que acreditem que Gary e Wyatt são maiores de idade.
Eles voltam para casa bêbados e encontram Chet, o irmão mais velho malvado de Wyatt, que extorque dinheiro dele para comprar seu silêncio. Lisa concorda em se manter escondida dele, mas ela percebe que Gary e Wyatt, embora extremamente amáveis, são muito tensos e passivos e precisam ter mais autoconfiança em si mesmos. Depois de outra experiência humilhante no shopping quando Max e Ian derramam um sorvete em Gary e Wyatt na frente das pessoas, Lisa conta aos valentões sobre uma festa na casa de Wyatt, da qual Wyatt não tinha conhecimento prévio, antes de partir em um Porsche 928 que ela havia "produzido" para Gary. Apesar dos protestos de Wyatt, Lisa insiste que a festa aconteça de qualquer maneira, a fim de melhorar a postura dos meninos. Ela vai encontrar os pais de Gary, Al e Lucy, que, para o constrangimento de Gary, ficam chocados e desanimados com as coisas que ela diz e sua maneira franca ao dizer que a festa irá contar com bebidas, sexo e drogas. Depois que ela aponta uma arma para eles (mais tarde revelado a Gary ser uma pistola d'água), ela altera suas memórias para que Lucy se esqueça do conflito; no entanto, Al esquece que Gary é seu filho.
Na casa de Wyatt, a festa sai do controle enquanto Gary e Wyatt se escondem no banheiro, onde eles se encontram com Deb e Hilly e se envergonham com elas. Mais tarde, no quarto de Wyatt, Ian e Max convencem Gary e Wyatt a recriarem os experimentos que originaram Lisa, mas após se esquecerem de usar uma boneca o experimento falha; Lisa aparece e os repreende pelo mau uso da magia para impressionar seus algozes. Uma vez que se esqueceram de usar uma boneca, o experimento puxa a imagem de um míssil de uma revista na ponta dos eletrodos para fazer aparecer um míssil real no meio da casa, destruindo-a parcialmente. Enquanto isso, os avós de Wyatt repentinamente chegam para visitar seu neto e confrontam Lisa sobre a festa, mas ela os congela e os esconde em um armário. Lisa percebe que os meninos precisam de um desafio para aumentar sua confiança e faz com que uma gangue de motoqueiros mutantes invada a festa, causando caos e fazendo os meninos correrem.
Quando os motoqueiros tomam Deb e Hilly como reféns, os garotos decidem confrontar os motoqueiros, fazendo com que Deb e Hilly se apaixonem por eles; eles utilizam a arma de Lisa (que surpreendentemente dispara um tiro de verdade) para afugentar a gangue, fazendo os motoqueiros irem embora. Na manhã seguinte, Chet chega e avista a casa toda bagunçada, com uma ocorrência de neve caindo em seu quarto, além do míssil; Lisa diz aos meninos para acompanharem as meninas para casa delas enquanto ela fala com Chet a sós. Quando levam as meninas em suas residências, Gary e Wyatt revelam-lhes seus sentimentos e as duas meninas retribuem, orgulhando-os. Voltando para a casa, os meninos avistam Chet transformado em uma bolha mutante falante por Lisa; ele se desculpa com Wyatt por seu comportamento abusivo. No andar de cima, Lisa garante que Chet logo voltará ao normal e, percebendo que seu propósito está completo, abraça Gary e Wyatt antes de se desmaterializar. Quando ela sai, a casa é magicamente limpa e tudo volta ao normal, incluindo Chet, que volta a sua forma humana.
O filme se encerra no colégio de Gary e Wyatt, onde Lisa aparece como a nova professora de ginástica da turma, dando a entender que continuará com sua missão de cuidar dos dois meninos.

## Elenco
- Anthony Michael Hall como Gary Wallace
- Ilan Mitchell-Smith como Wyatt Donnelly
- Kelly LeBrock como Lisa
- Bill Paxton como Chet Donnelly
- Robert Downey como Ian
- Robert Rusler como Max
- Judie Aronson como Hilly
- Vernon Wells como líder da gangue de motoqueiros
- Michael Berryman como um dos motoqueiros mutantes da gangue
- John Kapelos como Dino